# One Life (film)
One Life is een Britse biografische dramafilm uit 2023, geregisseerd door James Hawes, gebaseerd op het leven van Sir Nicholas Winton. De hoofdrollen worden vertolkt door Anthony Hopkins en Helena Bonham Carter.

## Verhaal
Nicholas 'Nicky' Winton (Johnny Flynn) is een jonge Londense makelaar die Praag bezoekt in december 1938. Hij overtuigt Trevor Chadwick en Doreen Warriner van het "Britse Comité voor Vluchtelingen" in Tsjechoslowakije om honderden overwegend Joodse kinderen te redden voordat de nazibezetting de grenzen sluit. Vijftig jaar later wordt Nicholas (Anthony Hopkins) nog steeds achtervolgd door het lot van de kinderen die hij niet in veiligheid heeft kunnen brengen in Engeland. Pas wanneer eind jaren 1980 in de BBC-show That's Life! enkele van degenen die hij heeft helpen redden aan hem voorgesteld worden, begint hij eindelijk in het reine te komen met de schuld en het verdriet dat hij met zich meedroeg, terwijl hij ondertussen vanuit de anonimiteit een nationale held wordt.

## Rolverdeling
| Acteur               | Personage                |
| -------------------- | ------------------------ |
| Anthony Hopkins      | Sir Nicholas Winton      |
| Helena Bonham Carter | Babi Winton              |
| Johnny Flynn         | de jonge Nicholas Winton |
| Lena Olin            | Grete Winton             |
| Jonathan Pryce       | Martin Blake             |
| Ziggy Heath          | de jonge Martin Blake    |
| Romola Garai         | Doreen Warriner          |
| Alex Sharp           | Trevor Chadwick          |
| Samantha Spiro       | Esther Rantzen           |

## Release
One Life ging op 9 september 2023 in première op het Internationaal filmfestival van Toronto. De film kreeg overwegend positieve kritieken van de filmcritici, met een score van 90% op Rotten Tomatoes, gebaseerd op 51 beoordelingen.